# Angelika Wedekind
Angelika Wedekind (* um 1950 in Hamburg) ist eine deutsche Schauspielerin.

## Leben
Angelika Wedekind wuchs in Hamburg auf. Dort absolvierte sie Anfang der 1970er-Jahre auch an einer Schauspielschule ihre Schauspielausbildung.
Sie wirkte im Laufe ihrer Karriere in zahlreichen Theaterstücken, Kabarett-Programmen, Varieté-Shows und in Musicals wie beispielsweise in Kiss Me, Kate oder in Wicked – Die Hexen von Oz. Sie war unter anderem am Renitenztheater Stuttgart als festes Ensemblemitglied engagiert. Sie trat auch bei der Münchner Lach- und Schießgesellschaft als Darstellerin auf. Gelegentlich übernahm sie Rollen in Filmen und Fernsehserien. Wedekind ist als Synchronsprecherin aktiv. Sie war zudem einige Jahre lang als Sprecherin beim Norddeutschen Rundfunk tätig.
Wedekind lebt in Berlin. Aus ihrer Ehe mit dem Regisseur Michael Wedekind (* 1941) hat sie eine Tochter, die Schauspielerin Viola Wedekind.

## Filmografie (Auswahl)
- 1975: Kim & Co. (Fernsehserie)
- 1987: Der Landarzt (Fernsehserie)
- 1992: Gute Zeiten, schlechte Zeiten (Fernsehserie)
- 1998: Für alle Fälle Stefanie (Fernsehserie)

## Hörspiele (Auswahl)
- 1998: Batya Gur: Lady Crime Writers: Du sollst nicht begehren (Genossin) – Bearbeitung und Regie: Corinne Frottier (Hörspielbearbeitung, Kriminalhörspiel – NDR)

Quelle: ARD-Hörspieldatenbank